# Елізабет Гойзінгтон
Елізабет Пашель Гойзінгтон (англ. Elizabeth Paschel Hoisington; 3 листопада 1918, Ньютон, Гарві, Канзас — 21 серпня 2007, Спрінгфілд, Ферфакс, Вірджинія) — американська військова діячка, бригадний генерал Армії США, друга американська жінка, що досягла генеральського звання. 7-а директор Жіночого армійського корпусу з 1 серпня 1965 року по 1 серпня 1971 року.
Народилася у Канзасі в родині з давніми військовими традиціями. Закінчивши школу, здобула освіту хімікині й працювала за фахом. Під час Другої світової війни, у 1942 році, записалася до щойно створеного Жіночого армійського допоміжного корпусу Армії США. Після закінчення офіцерської школи і після перейменування в 1943 році Корпусу в армійський отримала звання другого лейтенанта. Служила на Європейському театрі військових дій, брала участь у звільненні Парижа, а після капітуляції Німеччини займалася забезпеченням телефонного зв'язку на Потсдамській мирній конференції. Після закінчення війни служила на командних посадах Корпусу в Лондоні, Парижі, Франкфурті, Токіо. Також працювала і служила у штаб-квартирі Шостої армії США у Сан-Франциско, у Пентагоні в Вашингтоні, штаб-квартирі Європейського командування США у Парижі. Закінчила ряд армійських навчальних закладів, зокрема, Командно-штабний генеральний коледж Армії США. У 1964 році стала коменданткою школи Корпусу на базі в Алабамі, а в 1965 році призначена директором Жіночого армійського корпусу. Виконала велику роботу по введенню нових навчальних програм і вдосконаленню умов служби жінок в армії, вважаючи, що вони не повинні брати активної участі в бойових діях. У 1966 році була підвищена у званні до полковника, кілька разів виїжджала на фронт В'єтнамської війни. У 1970 році отримала звання бригадного генерала, ставши другою жінкою в цій якості разом з Анною Мей Хейз з Корпусу медсестер. Наступного року вийшла у відставку. На пенсії займалася громадською діяльністю, висловлювала свою незгоду з розформуванням Корпусу і тим, що жінки стали служити у загальних армійських підрозділах разом із чоловіками. Померла у віці 88 років у Вірджинії, похована з військовими почестями на Арлінгтонському національному цвинтаріі.

## Життєпис

### Ранні роки, родина, освіта
Елізабет Пашель Гойзінгтон народилася 3 листопада 1918 року у Ньютоні, штат Канзас  .
Сім'я Гойзінгтон славилася давніми військовими традиціями  . Вона була прямою нащадкою Ебенезера Гойзінгтона (1729—1804), учасника Американської революції й індіанських воєн, батька-засновника штату Вермонт  . Дід, полковник Перрі Майло Гойзінгтон I (1857—1933), був одним із засновників Національної гвардії Канзасу, масоном Стародавнього і прийнятого шотландського статуту і великим майстром Великої ложі Канзасу . Батько, Едвард Грегорі Гойзінгтон I (1887—1956), випускник Військової академії у Вест-Пойнті (1911), полковник Армії США, командував 4-м піхотним полком на базі Форт-Джордж-Райт, прослужив 39 років в Армії США. 22 жовтня 1913 він одружився із Мері Жозефіною Суїнг (1892—1989) у Спокені, штат Вашингтон . У подружжя Гойзінгтон було шестеро дітей: троє синів і три доньки, включно з Елізабет, причому всі були пов'язані з військовою службою . Ненсі Елеанор (1931—2012), дружина полковника Армії США Чарльза Руфуса Сміта-молодшого (1928—2014), випускника Вест-Пойнта (1950). Мері Жозефіна (1922—2005), дружина полковника Армії США Джеймса Едвардса Мертенса (1919—1998). Перрі Майло Гойзінгтон II (1916—2006), випускник Вест-Пойнта (1939), генерал-майор ВПС США, кавалер Хреста льотних заслуг . Грегорі Гойзінгтон II (1914—1941), випускник Вест-Пойнта (1938), підполковник ВПС США, загинув в автокатастрофі під час Другої світової війни. Роберт Генрі Гойзінгтон (нар. 1925), випускник Вест-Пойнта (1950), підполковник, під час Другої світової потрапив у полон і був знайдений Елізабет, яка їздила в Німеччині по звільнених таборах військовополонених .
У дитинстві Елізабет за допомогою батька навчилася стріляти й їздити на коні, грала в теніс, а також навчала стрільбі дівчаток у літньому таборі. У 1936 році у числі найкращих студентів вона закінчила середню школу при коледжі Нотр-Дам Меріленда, а в 1940 році відповідний коледж зі ступенем бакалавра в області хімії  . Пізніше, у 1967 році, Елізабет отримала почесний ступінь доктора права від рідного коледжу. Після отримання освіти певний час вона працювала за фахом на Алясці, де служив її батько .

### Військова кар'єра
У 1939 році, напередодні Другої світової війни, різні жіночі організації активно лобіювали створення жіночого корпусу в Армії США подібно британському Жіночому допоміжному корпусу. Новий начальник штабу Армії США генерал Джордж Маршалл, взявши за зразок Цивільний корпус охорони навколишнього середовища, створений у роки депресії президентом Франкліном Рузвельтом, підготував розпорядження про створення жіночого армійського підрозділу, членкині якого не були б частиною армії, але працювали в ній як «кухарки, офіціантки, службовиці, водійки». Нарешті, 15 травня 1942 Рузвельт підписав закон про створення Жіночого армійського допоміжного корпусу . Заручившись згодою батьків, у листопаді 1942 року Гойзінгтон записалася до Корпусу  . Вона пройшла базову військову підготовку на базі Форт-Де-Мойн, штат Айова , де навчалася в холоді і бруді, але, менше з тим, легко звикла до армійського життя .
«Від рядового до першого сержанта, це було моє найбільше просування кар'єрними сходами».
У ті часи жінки мали відслужити певний час в армійському з'єднанні до звернення у школу кандидатів в офіцери, через що рядова Гойзінгтон відбула в 9-у роту Корпусу з раннього попередження в повітрі у Бангорі, штат Мен . Командир підрозділу відразу побачив її військовий талант і через всього лише два тижні служби підвищив у званні до першого сержанта . Пізніше Гойзінгтон розповідала, що відшукала найсердитішого чоловіка, якого могла знайти, і попросила навчити її всьому, що потрібно було знати офіцерові. Не відкривши жодної книги, у травні 1943 року Гойзінгтон успішно закінчила офіцерську школу на базі Форт-Лі, штат Вірджинія, отримавши звання третього офіцера Корпусу  . 1 липня того ж року рішенням Конгресу Корпус був перейменований, а 140 тисяч жінок-офіцерок, які входили до його складу, стали володарками стандартних армійських рангів, звань і зарплат, таких самих, як і у чоловіків-військовослужбовців . Після цього Гойзінгтон стала другим лейтенантом .

Гойзінгтон із товаришками по Корпусу, Потсдам, 1945 рік

Будучи офіцером, Гойзінгтон командувала підрозділами Корпусу на базах Форт-Оглторп, штат Джорджія, і Форт-Кук, штат Каліфорнія . У 1944 році вона закінчила армійську телефоністську школу, а потім відправлена до Європи  : після висадки служила у Франції, звільняла Париж. Під час служби на Європейському театрі військових дій Гойзінгтон була нагороджена медаллю «Бронзова зірка». Після капітуляції Німеччини у травні 1945 року вона допомагала з організацією телефонного зв'язку на Потсдамській мирній конференції. До 1946 року Гойзінгтон командувала загону Корпусу при Європейському командуванні в Лондоні, Парижі та Франкфурті .
«Якби я навчилася друкувати, я б ніколи не стала бригадним генералом».
У 1946 році Гойзінгтон звільнилася з Корпусу і вирушила до родини та батька, який переніс серцевий напад. За кілька місяців до того, як Акт про інтеграцію жінок у збройні сили забезпечив жінкам постійне місце в армії, на початку 1948 року вона повернулася до Корпусу . У 1948—1950 роках Гойзінгтон була командиром батальйону Корпусу при штаб-квартирі Далекосхідного командування в Токіо, Японія . Потім вона командувала загоном Корпусу на базі Форт-Монро, штат Вірджинія . У 1951—1954 роках Гойзінгтон працювала у штабі директора Корпусу, у тому числі на посаді технічного інформаційного офіцера  . У 1954—1957 роках вона служила у штаб-квартирі Шостої армії США на базі Пресідіо в Сан-Франциско, штат Каліфорнія  . Гойзінгтон працювала на різних ключових адміністративних посадах у Пентагоні, зокрема в канцелярії заступника начальника штабу Армії з особового складу (1958—1961), а також у штаб-квартирі Європейського командування США в Парижі (1961—1964)  . Попри таку кар'єру, Гойзінгтон так і не навчилася працювати з друкарською машинкою.
У 1954 році Гойзінгтон закінчила Вищі офіцерські класи Корпусу, в 1957 році — Командно-штабний генеральний коледж Армії США на базі Форт-Лівенворт, штат Канзас, а в 1964 році — Школу менеджменту Армії США на базі Форт-Бівер, штат Вірджинія . 1 листопада 1964 року вона була призначена на посаду комендантки школи Корпусу на базі Форт-Макленнан, штат Алабама  . До переліку обов'язків Гойзінгтон входило управління Центром Корпусу, контроль за навчанням офіцерів, укомплектування підрозділів особовим складом . Її попередницею на цій посаді була підполковниця Сью Лінч, а наступницею стала підполковниця Елізабет Бранч .

1 серпня 1965 року Гойзінгтон була призначена директором Жіночого армійського корпусу, ставши 7-ю на цій посаді і змінивши полковницю Емілі Горман . У її присутності в 1967 році в Білому домі президент Ліндон Джонсон підписав публічний закон 90-130, який усуває бар'єри для жінок-військовослужбовиць для просування по службі на вищі офіцерські звання  . Водночас роль жінок змінювалася як в армії, так і в суспільстві в цілому, і за п'ять років під керівництвом Гойзінгтон кількість жінок, які записалися на військову службу до Корпусу, збільшилася з менш ніж 10 тисяч до 13 тисяч осіб, а їх посадові обов'язки були істотно розширені і включали в себе розвідку, електроніку, адміністрування персоналу та управління повітряним рухом. У серпні 1966 року Гойзінгтон була підвищена у званні до полковника . З початком В'єтнамської війни в 1967 році вона особисто їздила на фронт, де інспектувала підрозділи Корпусу, які служили в Сайгоні і Лонг Біні  . Проте Гойзінгтон не прагнула відправляти жінок-військовослужбовиць до В'єтнаму, відзначаючи, що суперечка про цілі та методи ведення війни буде стримувати прогрес у розширенні ролі жінок в армії, а також вважаючи, що жінки не повинні носити зброю і брати активну участь у бойових діях . Також вона не була прихильницею поправки про рівні права, але виступала за рівну оплату рівної праці . 

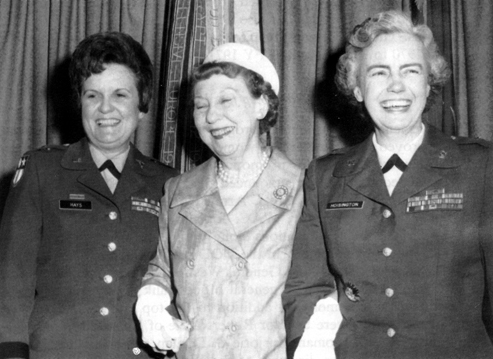
Генерали Анна Гейз (ліворуч) і Елізабет Гойзінгтон (праворуч) із Меймі Ейзенхауер, 1970 рік

15 травня 1970 року Гойзінгтон історичним рішенням президента Річарда Ніксона отримала звання бригадного генерала. Ніксон першим із президентів скористався таким правом вперше з моменту прийняття відповідного закону у 1967 році і за всю 196-річну військову історію США. Гойзінгтон дізналася про своє підвищення за кілька хвилин до офіційного оголошення, після чого її кабінет у Пентагоні став місцем загального тріумфу. Церемонія присвоєння звання пройшла 11 червня 1970 року у Пентагоні в присутності начальника штабу Армії генерала Вільяма Вестморленда і секретаря Армії Стенлі Ресо, членів Конгресу, офіційних осіб . Гойзінгтон стала другою жінкою в історії армії США, підвищеною до бригадного генерала, після начальника Корпусу медсестер Анни Мей Хейз. При цьому присвоєння їм звань пройшло під час однієї церемонії, однак Гейз отримала свої зірки на кілька хвилин раніше Гойзінгтон в алфавітному порядку і тому «технічно» вважається першою жінкою — бригадним генералом. Проте Гойзінгтон стала першим генералом у своєму Корпусі, а позаяк на той час Перрі вже був генералом, після підвищення Елізабет вони виявилися першими братом і сестрою — генералами у Збройних силах США . Генерал Вестморленд прикріпив срібні зірки до погонів Гойзінгтон разом з її матір'ю . На церемонії також була присутня вдова колишнього президента Дуайта Ейзенхауера, Меймі, яка привітала Гойзінгтон і Гейз, подарувавши останній ті самі зірки, які її чоловік отримав ще в 1941 році, коли став бригадним генералом . Вестморленд поцілував Гойзінгтон і Гейз по черзі в губи, жартома започаткувавши традицію привітання жінок-генералів, а всерйоз зазначив, що вони стали першими жінками-командувачками на Заході з часів Жанни д'Арк . Після цього Гойзінгтон разом із Гейз стали медійними персонами, з'явившись у телепередачах Діка Каветта та Девіда Фроста, популярних шоу Today і What's My Line?. У 1971 році Гойзінгтон була нагороджена медаллю Пошани від національного товариства «Дочок американської революції».

### У відставці

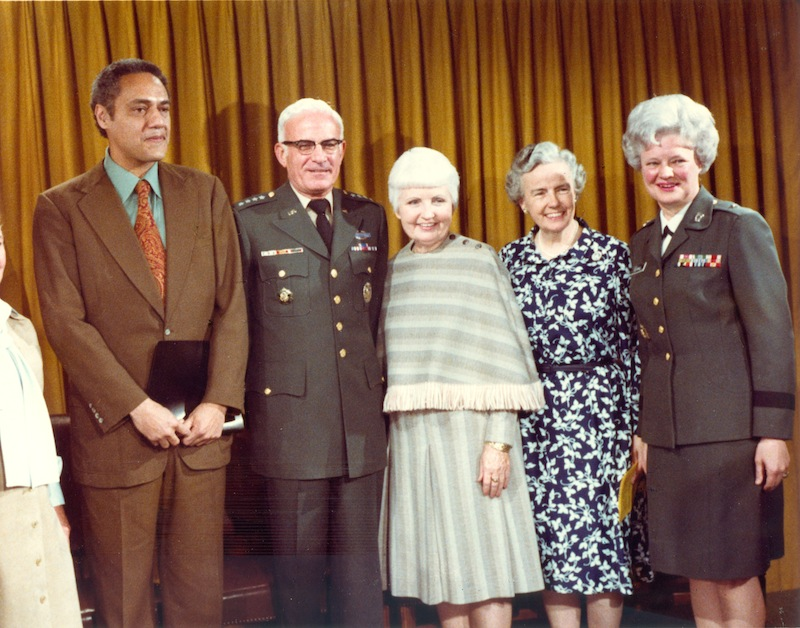
Проводи директора Кларк, 1978 рік

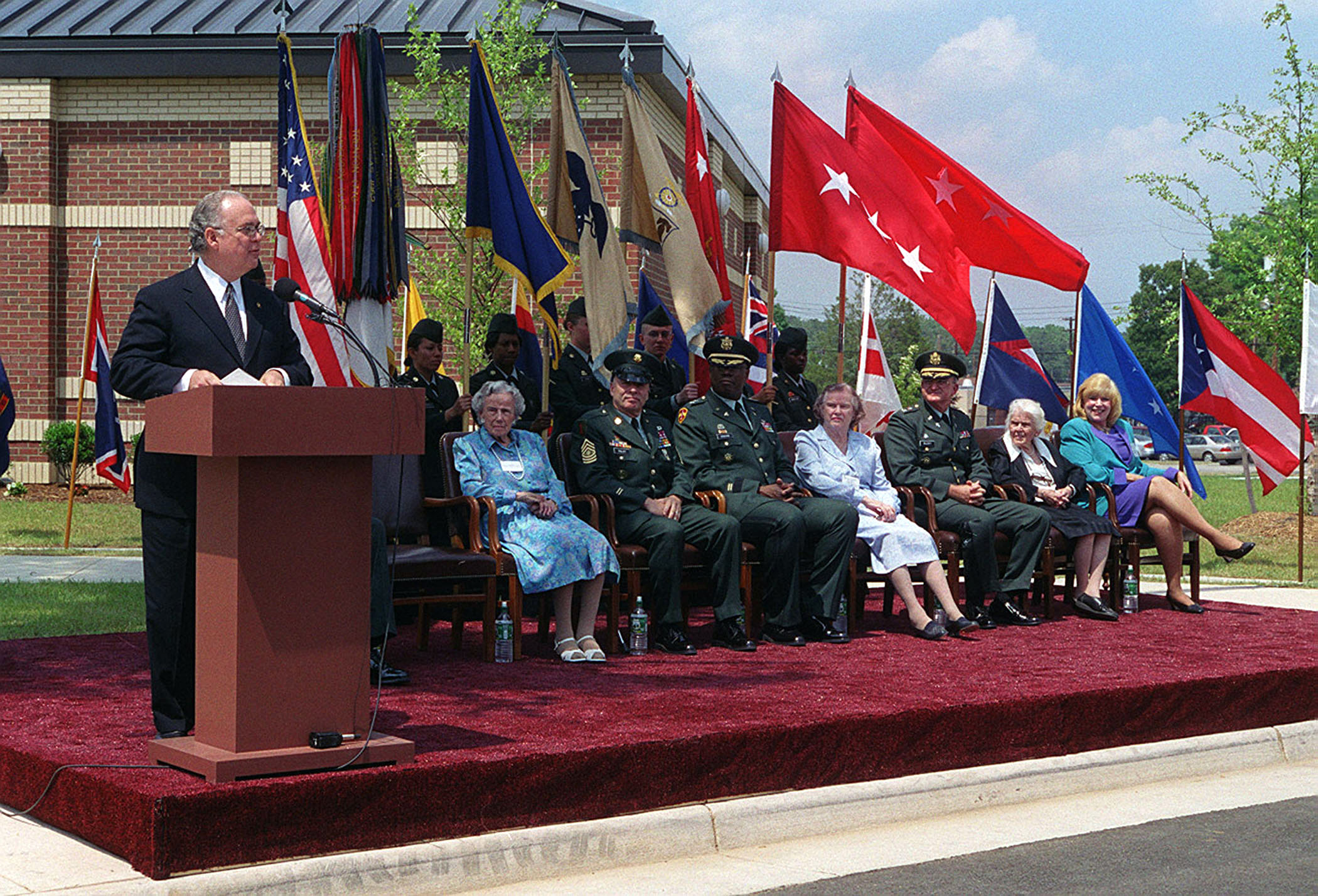
Церемонія відкриття Жіночого музею Армії США, 2001 рік

1 серпня 1971 року Гойзінгтон вийшла у відставку і на церемонії в Форт-Макленнані була нагороджена генералом Вестморлендом медаллю Армії «За видатну службу», найвищою небойовою військовою нагородою США  . Вона пішла на пенсію одночасно з Гейз. Наступною після Гойзінгтон директоркою Корпусу стала бригадна генералка Мілдред Бейлі . На той час у Корпусі було дозволено служити одруженим жінкам, а вагітним почали надавати відпустки. Однак сама Гойзінгтон була проти цього, вважаючи, що такі нововведення підривають високі стандарти, встановлені в Корпусі у воєнний час, а сам жіночий визвольний рух не має нічого спільного з відкриттям військових посад для жінок .
Через сім років після відставки Гойзінгтон, 24 квітня 1978 року, секретар Армії Кліффорд Александер оголосив про те, що посада директора Корпусу скасовується . На церемонії проводів чинного директора бригадну генералку Мері Кларк, яка відбулася 28 квітня у пресцентрі Міноборони в Пентагоні за участю начальника штабу Армії Бернарда Роджерса, у числі колишніх директорів Корпусу була присутня і Гойзінгтон. 29 жовтня актом Конгресу був скасований і сам Корпус, який залишався до того часу окремим жіночим армійським підрозділом, після чого жінки стали служити на рівних разом із чоловіками в регулярній армії . За кілька років після своєї відставки Гойзінгтон зазначила, що «пішла б продавати зірки, щоб відновити все те, що ми втратили за ці роки» .
У 1985 році Гойзінгтон стала першою жінкою-членкинею ради відвідувачів Військового інституту Вірджинії, попри своє переконання в тому, що жінки не повинні бути у складі військових академій . Вона підтримувала тісні зв'язки з Норвічським університетом у Нортфілді, штат Вермонт, викладала курсантам, які сприймали її як рольову модель. Згодом ім'ям Гойзінгтон була названа спеціальна премія, яка вручається найкращій кадетці університету. Гойзінгтон їздила всією країною з виступами, збирала гроші на Жіночий музей Армії США у Форт-Лі; у 2001 році брала участь у його відкритті разом із секретарем Армії Джозефом Вестфалом і своїми товаришками по Корпусу.

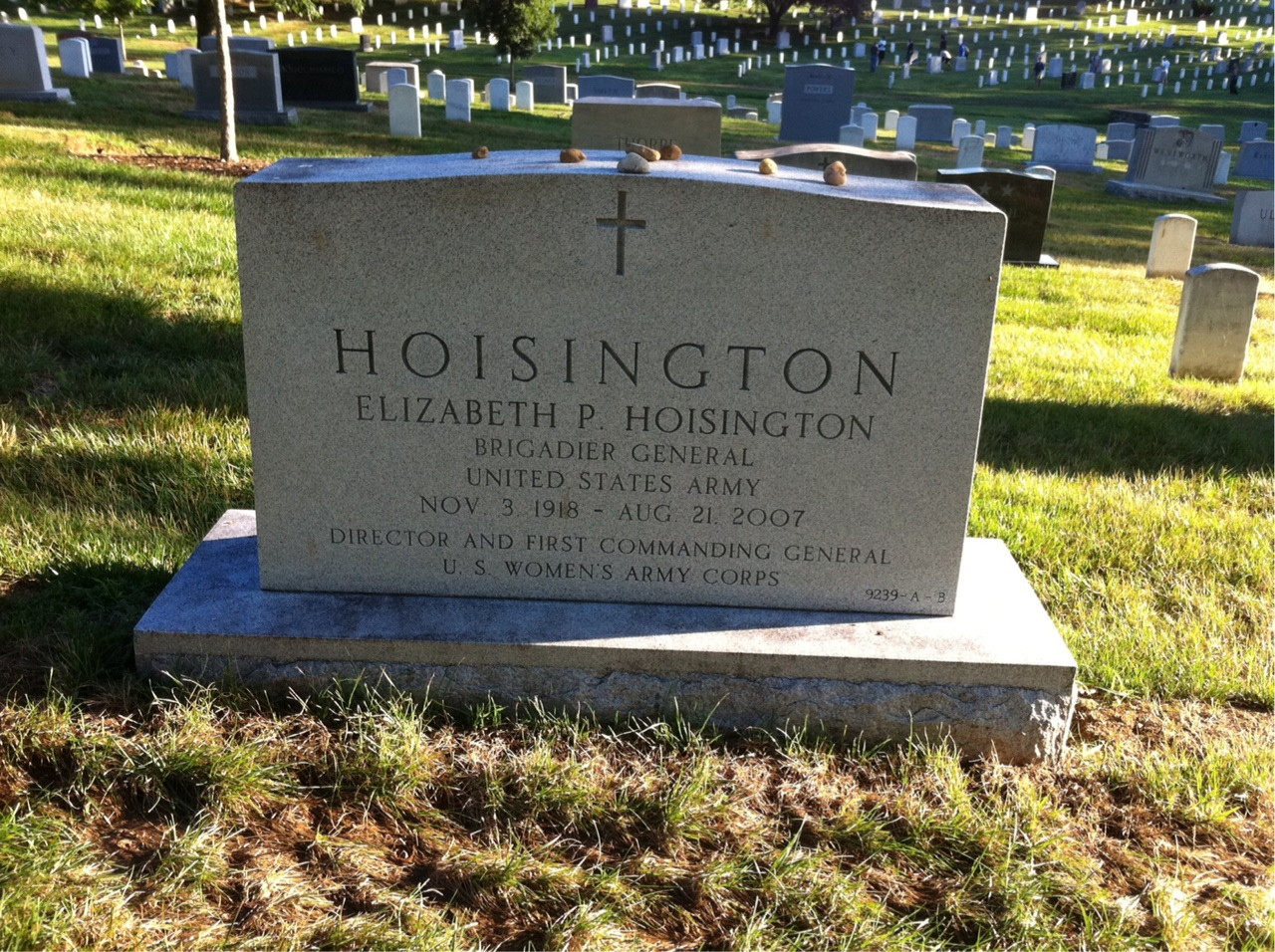
Надгробок на могилі Гойзінгтон

Гойзінгтон ніколи не одружувалась, будучи відомою своїми афоризмами: «Армія — моє перше кохання». Вона жила по-спартанськи, особливо не вміла і не любила готувати. Гойзінгтон залишила спогади про життя і службу, записані в 1981 і 1984 роках за програмою усної історії музею Корпусу . До 2002 року вона проживала в Арлінгтоні, але після перенесеного інсульту переїхала до селища у Спрінгфілді, штат Вірджинія.

### Смерть, поховання
Елізабет Пашель Гойзінгтон померла 21 серпня 2007 року в Спрінгфілді в віці 88 років від хронічної серцевої недостатності. У неї залишилися сестра і брат, які живуть у Аннандейлі (Вірджинія) і Гантсвіллі (Алабама) відповідно. Дізнавшись про смерть Гойзінгтон, бригадна генералка Гейз сказала, що «вона була великою лідеркою. Її дуже любили, вона користувалася величезною повагою». Прощання пройшло в каплиці Олд-Пост на базі Форт-Майєр, штат Вірджинія. 7 листопада була похована з повними військовими почестями на Арлінгтонському національному цвинтарі (секція 6, ділянка 9239-AB) .

## Нагороди
| \| \| \| \| \| \| \| \| \| \| \| \| \| \| \| \| | Зверху вниз, зліва направо: Медаль Армії «За видатну службу», орден «Легіон пошани» з пучком дубового листя, медаль «Бронзова зірка», Похвальна медаль Армії, медалі «За службу в Жіночому армійському корпусі», «За Американську кампанію», «За Європейсько-африкансько-близькосхідну кампанію» з однією зіркою за службу, Перемоги у Другій світовій війні, «За службу в окупаційній армії», «За службу національній обороні» з пучком дубового листя, французький Військовий хрест із зіркою. |           |
| Bronze oak leaf cluster                         | |           |
|                                                 | |           |
|                                                 | Bronze star |           |
|                                                 | Bronze oak leaf cluster | Gold star |